# Saint-Martin-Saint-Firmin
Saint-Martin-Saint-Firmin és un municipi francès situat al departament de l'Eure i a la regió de Normandia. L'any 2017 tenia 329 habitants.

## Demografia
El 2007 tenia 231 persones. Hi havia 80 famílies i 125 habitatges

## Economia
El 2007 la població en edat de treballar era de 144 persones. Hi havia una desena d'emprese de serveis de proximitat i una botiga d'alimentació. L'any 2000 hi havia 14 explotacions agrícoles que conreaven un total de 280 hectàrees.

## Llocs d'interés
- Capella de sant Fermí
- Església de sant Martí
- Una casa pairal al llogaret d'Épinay, segles xvi-xviii[5]